# Эченике, Хосе Руфино
Хосе Руфино Эченике Бенавенте (исп. José Rufino Echenique Benavente; 16 ноября 1808, Пуно — 16 июня 1887, Лима) — перуанский военный и политический деятель. 12-й президент Перу. Один из немногих законно избранных президентов Перу того времени.

## Биография
Участвовал в войне за независимость Перу с 1821 года, а затем служил бригадным генералом в кампаниях против Боливии (1828 г.) и Великой Колумбии (1829 г.). Участвовал в гражданских войнах и революциях 1830-х и 1840-х годов. Во время анархии 1841-44 годов он был временным правителем в течение нескольких дней, в марте 1843 года. 
На пост президента был избран после окончания президентского срока Рамона Кастильи; бывший президент поддержал нового главу государства. Его правительство было консервативным и испытывало сильную оппозицию со стороны либералов.  Во время президентства Эченике был принят первый Гражданский Кодекс Перу, была построена железная дорога Такна-Арика. Современными историками и политиками Перу осуждается договор с Бразилией, который был подписан Хосе Руфино Эченике (соглашение Эррера-да Понте Рибейро). По этому договору Перу отдавала Бразилии часть своей территории в обмен на право свободной навигации по Амазонке.
Через четыре года Рамон Кастилья возглавил либеральную революцию, направленную на смещение со своего поста Хосе Руфино Эченике, обвиненого в коррупции (дело о выплате внешнего и внутреннего долга). Потерпел поражение в битве при Ла-Пальме, произошедшей на окраине Лимы 5 января 1855 года и был вынужден уйти в отставку и отправиться в эмиграцию. Рамон Кастилья, стал новым президентом Перу.
Он вернулся через несколько лет, реабилитировался и продолжил заниматься политикой. Был председателем Палаты депутатов в 1864 году и председателем Сената с 1868 по 1871 год. Был кандидатом в президенты в 1872 году. Затем ушел из политики.